# 1708 au Canada
Pour un article plus général, voir Chronologie du Canada.
Cet article traite des événements qui se sont produits durant l'année 1708 au Canada.

## Événements

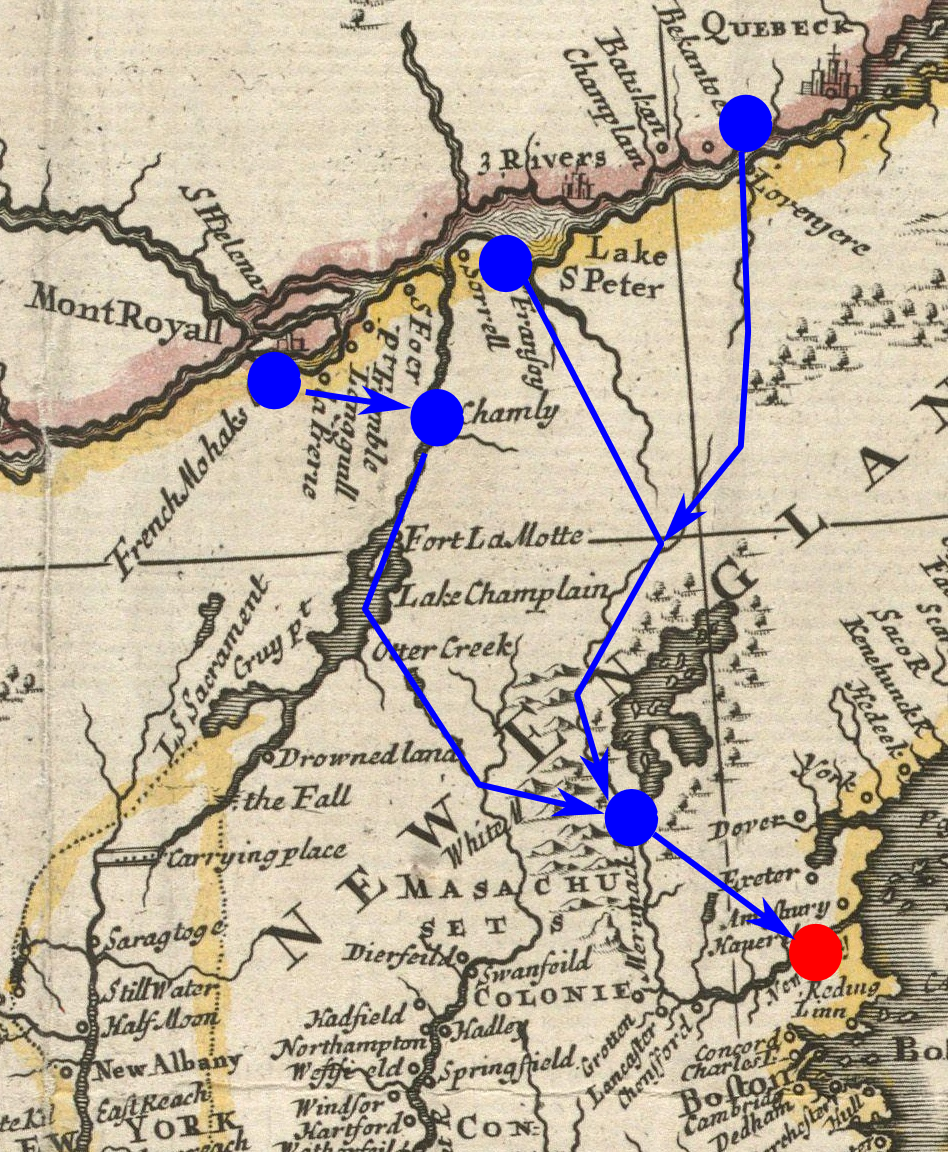
Carte de 1719, annotée pour montrer les itinéraires empruntés par les forces françaises et indiennes qui ont attaqué Haverhill.

- 29 août : des canadiens commandés par Jean-Baptiste Hertel de Rouville font un raid sur Haverhill, Massachusetts[1].

- Construction du Moulin à vent de Pointe-du-Moulin par Léonard Paillé à l’Île Perrot[2].
- Dière de Dièreville publie à Rouen Relation du voyage du Port Royal de l’Acadie, ou de la Nouvelle France[3].

## Naissances
- 21 avril : Pierre-Philippe Potier, missionnaire jésuite († 16 juillet 1781).
- 4 septembre : Jean-Baptiste Nicolas Roch de Ramezay, militaire et lieutenant du roi († 7 mai 1777).
- 7 septembre : Joseph-Pierre de Bonnecamps, missionnaire jésuite  († 28 mai 1790).
- 6 octobre : Jean François Gauthier, naturaliste  († 10 juillet 1756).
- 4 décembre : François Picquet (prêtre sulpicien)  († 15 juillet 1781).
- 6 décembre : Christophe Dufrost de La Jemerais, explorateur († 1736).
- François-Gabriel d’Angeac, militaire  († 9 mars 1782).

## Décès

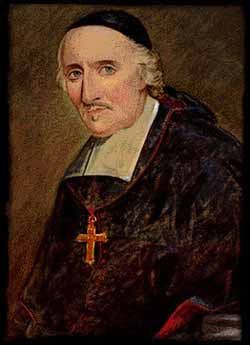
François de Montmorency-Laval

- 17 avril : Jacques Gravier, missionnaire jésuite (° 17 mai 1651).
- 6 mai : François de Montmorency-Laval, premier évêque de Québec (° 30 avril 1623).
- 4 novembre : Pierre Baudeau, chirurgien (° 1643).
- Pierre Jarret de Verchères, militaire (° 1679).
- Pierre Denys de La Ronde, homme d’affaires qui établit une industrie de pêche (° 1631).
- Alexandre Berthier, capitaine et seigneur (° 1638).